# Aleksandar Vuković
Aleksandar Vuković (wym. [aɫɛks̪ǎn̪d̪aɾ ʋûːkɔʋit͡ɕ]; cyr. Александар Вуковић, ur. 25 sierpnia 1979 w Banja Luce) – jugosłowiański i serbski piłkarz, który w czasie swojej kariery występował na pozycji pomocnika oraz trener piłkarski. Prócz serbskiego posiada również obywatelstwo polskie. 

## Kariera zawodnicza
Aleksandar Vuković rozpoczynał swoją karierę w Borcu Čačak. W 1994 trafił do juniorów Partizana. W dorosłym składzie tego zespołu zadebiutował w sezonie 1998/1999. Latem 2000 podpisał kontrakt z FK Milicionar.
Rok później Dragomir Okuka, ówczesny trener Legii Warszawa, ściągnął młodego Serba do swojego klubu. Początki „Vuko” przy Łazienkowskiej nie były łatwe. Drużyna przegrywała, a za złą postawę zespołu winiono głównie obcokrajowców. Po świetnej końcówce sezonu 2001/2002 Wojskowi wywalczyli tytuł mistrza kraju oraz sięgnęli po Puchar Ligi. Z czasem Vuković zaczął zdobywać coraz większe uznanie wśród kibiców Legii. Latem 2004 pożegnał się ze stołeczną drużyną i podpisał umowę z greckim PAE Ergotelis. W jego barwach rozegrał tylko pięć ligowych meczów i kilka miesięcy później powrócił do warszawskiego klubu. W Legii ponownie stał się silnym punktem zespołu. W sezonie 2005/2006 został po raz drugi mistrzem Polski.
Po objęciu stanowiska trenera przez Jana Urbana w czerwcu 2007, Vuković został kapitanem drużyny. Rok później sięgnął po Puchar kraju, zaś na początku sezonu 2008/2009 wraz z Legią wygrał Superpuchar Polski. Kilka dni po tym sukcesie rozpoczął negocjacje w sprawie nowego kontraktu. Rozmowy nie przebiegały jednak spokojnie. Po jednym ze sparingowych spotkań na obozie w Szwajcarii Vuković oddał opaskę kapitańską i oznajmił, że chce odejść z klubu. 8 grudnia 2008 rozwiązał umowę z Wojskowymi. Niecałe dwa tygodnie później związał się z AÓ Iraklís. Po zmianie na stanowisku trenera greckiego zespołu, gdy Makisa Katsavakisa zastąpił Oleg Protasow, Serb stracił miejsce w składzie.
Pod koniec sierpnia 2009 rozwiązał kontrakt ze swoją drużyną i został zawodnikiem Korony Kielce. W „złocisto-krwistych” Vuković zadebiutował 11 września w ligowym meczu z Odrą Wodzisław Śląski. Dwa tygodnie później zdobył swojego pierwszego gola dla Korony, kiedy to w pojedynku z Piastem Gliwice (3:2), pokonał bramkarza rywali i przyczynił się do zwycięstwa swojego klubu. W sezonie 2009/2010 był podstawowym piłkarzem zespołu, a na środku pomocy występował najczęściej z Cezarym Wilkiem. Korona uplasowała się w tabeli na szóstym miejscu. 15 kwietnia 2013 zakończył piłkarską karierę.

## Kariera trenerska
W 2014 piastował funkcję asystenta trenera Korony Kielce, a w roku następnym wrócił do Legii, gdzie najpierw był trenerem młodzieży, a następnie asystentem Jacka Magiery w zespole rezerw.
Od sezonu 2015/16 Vuković został asystentem trenera pierwszego zespołu Legii Warszawa, Stanisława Czerczesowa. Następnie był członkiem kolejnych sztabów trenerskich Legii prowadzonych przez: Hasiego, Magierę, Jozaka i Klafuricia.
W 2016, kiedy Hasi został zwolniony z funkcji szkoleniowca i zanim władze klubu zdecydowały się zatrudnić Magierę, Vuković poprowadził Legię w meczu z Wisłą Kraków. Z kolei po odwołaniu ze stanowiska Klafuricia, 1 sierpnia 2018, został po raz drugi mianowany przez prezesa Mioduskiego trenerem tymczasowym Legii. Pod jego wodzą warszawska drużyna odnotowała jeden remis i jedno zwycięstwo w lidze i poniosła porażkę w eliminacjach Ligi Europy na własnym boisku (1:2) z luksemburskim klubem F91 Dudelange. Była to druga w historii porażka polskich klubów w europejskich pucharach z klubami z Luksemburga (pierwszą poniósł w 1959 ŁKS Łódź).
13 sierpnia 2018 na stanowisku pierwszego trenera zastąpił go Portugalczyk Ricardo Sá Pinto, do którego sztabu również dołączył. 2 kwietnia 2019, po zwolnieniu trenera Sá Pinto, ponownie został tymczasowym trenerem Legii Warszawa. 10 maja podpisał z klubem roczny kontrakt (z opcją przedłużenia) i od sezonu 2019/2020 prowadził drużynę samodzielnie.
21 września 2020, dwa dni po przegranym meczu 1:3 z Górnikiem Zabrze, został zwolniony z funkcji pierwszego trenera Legii.
13 grudnia 2021 roku powrócił na stanowisko trenera Legii Warszawa. 21 maja 2022 odszedł z klubu.
27 października 2022 został trenerem Piasta Gliwice, z którym podpisał umowę do 30 czerwca 2024. Na stanowisku zastąpił Waldemara Fornalika. 14 maja 2024 jego umowa z Piastem została przedłużona do 30 czerwca 2025. 27 marca 2025 poinformowano, że z końcem sezonu 2024/2025 Vuković odejdzie z Piasta Gliwice.

## Statystyki
(stan na 30 czerwca 2013)
| Sezon         | Klub           | Kraj       | Mecze | Bramki |
| ------------- | -------------- | ---------- | ----- | ------ |
| 1998/1999     | FK Partizan    | Jugosławia | 14    | 3      |
| 1999/2000     | FK Partizan    | Jugosławia | 5     | 0      |
| 2000/2001     | FK Milicionar  | Jugosławia | 17    | 2      |
| 2001/2002     | Legia Warszawa | Polska     | 24    | 2      |
| 2002/2003     | Legia Warszawa | Polska     | 27    | 0      |
| 2003/2004     | Legia Warszawa | Polska     | 24    | 2      |
| 2004/2005 (j) | PAE Ergotelis  | Grecja     | 5     | 0      |
| 2004/2005 (w) | Legia Warszawa | Polska     | 12    | 0      |
| 2005/2006     | Legia Warszawa | Polska     | 18    | 2      |
| 2006/2007     | Legia Warszawa | Polska     | 25    | 3      |
| 2007/2008     | Legia Warszawa | Polska     | 27    | 2      |
| 2008/2009 (j) | Legia Warszawa | Polska     | 9     | 0      |
| 2008/2009 (w) | AÓ Iraklís     | Grecja     | 9     | 0      |
| 2009/2010     | Korona Kielce  | Polska     | 21    | 1      |
| 2010/2011     | Korona Kielce  | Polska     | 23    | 2      |
| 2011/2012     | Korona Kielce  | Polska     | 28    | 4      |
| 2012/2013     | Korona Kielce  | Polska     | 4     | 0      |

W momencie zakończenia swojej kariery zawodniczej Vuković miał rozegranych najwięcej spotkań (242) spośród wszystkich obcokrajowców występujących w polskiej Ekstraklasie. Później jego osiągnięcie poprawili Miroslav Radović i Pavol Staňo.

## Sukcesy
jako zawodnik
FK Partizan
- mistrz Jugosławii: 1999

Legia Warszawa
- Mistrzostwo Polski:  2001/2002, 2005/2006
- Puchar Polski: 2007/2008
- Superpuchar Polski: 2008
- Puchar Ligi: 2002

jako trener
Legia Warszawa
- Mistrzostwo Polski:  2020/2021[19], 2020/2021, 2020/2021[20]